# Armadillidium rosai
Armadillidium rosai là một loài chân đều trong họ Armadillidiidae. Loài này được Arcangeli miêu tả khoa học năm 1913.